# 古市貞秀
古市 貞秀（ふるいち さだひで、1976年2月21日 - ）は、大阪府交野市（出生地は大阪市）出身で阿武松部屋所属の元大相撲力士。本名同じ。身長174cm、体重103kg、血液型B型。得意手は食い下がり、頭捻り、腕捻り。兄は押尾川部屋所属の元力士の若隆盛。趣味は買い物と散歩。最高位は東十両12枚目（2002年11月場所）。

## 来歴
実家がアマチュア相撲では高名な古市道場という相撲道場を営んでいて、幼い頃から道場で相撲を始めた。この道場は、アマチュア横綱の朝陽丸、高校横綱の豪栄道、古市と同郷の勢など、多くの大相撲力士を輩出している。
その後、交野四中、南京都高でも相撲を続け、近畿大学に進学して全国大会に出場する活躍を見せた。全日本相撲選手権大会ではベスト32が最高で幕下付出の資格を得ることが出来なかったが、大相撲で力を試そうと考えて父の知り合いである阿武松部屋に入門し、1998年3月場所に前相撲から初土俵を踏んだ。
序ノ口、序二段は日本大学相撲部出身で同じく前相撲からスタートした同期の西野（のち大翔大）と優勝争いを演じながら各段を1場所で、三段目は西野を差し置いて優勝し、1場所で通過した。なお、序ノ口から三段目まで、序ノ口の1番相撲と序二段の優勝決定戦に共に西野に負けただけで、本割で20連勝したが、幕下に昇進した1998年11月場所の3番相撲でまたも西野に連勝を阻まれている。幕下上位で壁にぶつかったが2000年11月場所に東幕下4枚目で5勝2敗と勝ち越し、翌2001年1月場所に十両に昇進して小緑と改名した。同時に初土俵同期ながら幕下付出初土俵の田中（のち魁道）に先んじる形になった。小兵ながら筋肉質であり、足を大きく広げずに仕切って立ち合いに相手の懐に飛び込んでからの頭捻りや腕捻りを得意とし、体重が倍近くある力士にも果敢に攻め込む相撲を時折見せていた。
しかし十両の土俵では体格差が影響し星が伸びず、3勝12敗と負け越して1場所で幕下に陥落した。その後、四股名を本名の古市に戻した2001年9月場所は全休し、翌11月場所は三段目まで陥落したが、そこから徐々に番付を戻し2002年11月場所に十両に復帰したが4勝11敗と大きく負け越し、再び1場所で幕下に陥落した。その後も幕下上位や中位で十両復帰を目指して相撲を取り続けていたが、大相撲野球賭博問題に関与しているとされ、2010年7月場所を謹慎することになった。古市はその後日本相撲協会に引退届を提出したが、受理されず、2010年9月8日に解雇され、土俵を去ることとなった。解雇後、大阪府内で居酒屋経営を始めた。
2010年6月、野球賭博問題をめぐる琴光喜恐喝事件で元力士の兄が逮捕された。
2011年1月26日、大相撲野球賭博問題に関連して、賭博開帳図利罪で兄と母親ら3人と共に警視庁に逮捕された。
同年7月13日、東京地裁にて母と共に懲役10月・執行猶予3年（求刑・懲役10月）の執行猶予付き有罪判決を受けた。同年10月7日、恐喝罪及び恐喝未遂罪で懲役6年を求刑されていた兄に対し「高位の力士で、醜聞が表に出ると困るという被害者の弱みにつけこんだもので卑劣かつ悪質」として懲役4年6月の実刑判決が下った。2012年4月23日、兄に対する控訴審判決で東京高裁は東京地裁での判決を支持し、若原正樹裁判長は「野球賭博が暴露されることを恐れて金を払った、との元琴光喜の証言に特段疑うべき点はない」と指摘、一審判決に誤りはないと判断した。同年9月5日、地裁、高裁と同じ判決を支持する形で刑が確定した。一、二審判決によると、兄は2010年1月、「警察や親方に知れたら大変なことになるぞ」などと床山に電話して元琴光喜から350万円を脅し取ったほか、8000万円も要求したが未遂に終わった。胴元との仲介役だった元力士からも300万円を脅し取った。後に兄は恐喝事件は冤罪であると主張し、古市道場の門下生であった豪栄道が自身の父の葬儀に出席しなかったことなどをインタビューで明かした。

## 主な成績
- 生涯成績：277勝243敗14休  勝率.533
- 十両成績：7勝23敗  勝率.233
- 現役在位：75場所
- 十両在位：2場所
- 各段優勝
  - 三段目優勝：1回（1998年9月場所）

### 場所別成績
| | 一月場所 初場所（東京） | 三月場所 春場所（大阪） | 五月場所 夏場所（東京） | 七月場所 名古屋場所（愛知） | 九月場所 秋場所（東京） | 十一月場所 九州場所（福岡） |
| --- | ----------------------- | ----------------------- | ----------------------- | --------------------------- | ----------------------- | --------------------------- |
| 1998年 （平成10年） | x                       | （前相撲）              | 東序ノ口26枚目 6–1      | 西序二段97枚目 7–0          | 西三段目87枚目 優勝 7–0 | 東幕下58枚目 4–3            |
| 1999年 （平成11年） | 東幕下47枚目 3–4        | 西幕下59枚目 2–5        | 西三段目28枚目 4–3      | 西三段目14枚目 6–1          | 西幕下41枚目 6–1        | 東幕下19枚目 4–3            |
| 2000年 （平成12年） | 西幕下14枚目 3–4        | 西幕下23枚目 5–2        | 西幕下11枚目 6–1        | 東幕下5枚目 3–4             | 東幕下10枚目 5–2        | 東幕下4枚目 5–2             |
| 2001年 （平成13年） | 東十両13枚目 3–12       | 西幕下7枚目 3–4         | 西幕下11枚目 4–3        | 東幕下10枚目 2–5            | 東幕下23枚目 休場 0–0–7 | 東三段目3枚目 5–2           |
| 2002年 （平成14年） | 西幕下43枚目 5–2        | 東幕下30枚目 3–4        | 東幕下37枚目 6–1        | 西幕下15枚目 6–1            | 西幕下3枚目 4–3         | 東十両12枚目 4–11           |
| 2003年 （平成15年） | 東幕下6枚目 2–4         | 東幕下23枚目 3–4        | 東幕下31枚目 5–2        | 西幕下17枚目 3–4            | 西幕下25枚目 2–5        | 東幕下42枚目 6–1            |
| 2004年 （平成16年） | 西幕下14枚目 2–5        | 西幕下29枚目 5–2        | 東幕下18枚目 3–4        | 東幕下23枚目 5–2            | 西幕下13枚目 4–3        | 東幕下9枚目 2–5             |
| 2005年 （平成17年） | 東幕下21枚目 2–5        | 西幕下36枚目 2–5        | 東幕下51枚目 4–3        | 東幕下42枚目 3–4            | 東幕下54枚目 6–1        | 東幕下24枚目 5–2            |
| 2006年 （平成18年） | 東幕下13枚目 3–4        | 西幕下20枚目 4–3        | 西幕下15枚目 2–5        | 西幕下27枚目 4–3            | 西幕下20枚目 4–3        | 西幕下13枚目 4–3            |
| 2007年 （平成19年） | 東幕下10枚目 3–4        | 東幕下15枚目 2–5        | 西幕下32枚目 5–2        | 東幕下20枚目 2–5            | 東幕下35枚目 5–2        | 西幕下21枚目 3–4            |
| 2008年 （平成20年） | 西幕下29枚目 2–5        | 西幕下42枚目 4–3        | 東幕下33枚目 2–5        | 西幕下52枚目 5–2            | 東幕下36枚目 2–5        | 西幕下54枚目 4–3            |
| 2009年 （平成21年） | 東幕下46枚目 3–4        | 東三段目筆頭 4–3        | 東幕下52枚目 5–2        | 西幕下30枚目 4–3            | 東幕下24枚目 2–5        | 西幕下39枚目 2–5            |
| 2010年 （平成22年） | 西三段目筆頭 4–3        | 東幕下52枚目 5–2        | 東幕下34枚目 3–4        | 東幕下43枚目 出場停止 0–0–7 | 西三段目23枚目 解雇 –   | x                           |
| 各欄の数字は、「勝ち-負け-休場」を示す。 優勝 引退 休場 十両 幕下 三賞：敢=敢闘賞、殊=殊勲賞、技=技能賞 その他：★=金星 番付階級：幕内 - 十両 - 幕下 - 三段目 - 序二段 - 序ノ口 幕内序列：横綱 - 大関 - 関脇 - 小結 - 前頭（「#数字」は各位内の序列） |                         |                         |                         |                             |                         |                             |

## 改名歴
- 古市 貞秀（ふるいち さだひで）1998年3月場所-2000年11月場所
- 小緑 貞秀（こみどり-）2001年1月場所-2001年7月場所
- 古市 貞秀（ふるいち-）2001年9月場所-2010年9月場所